# Renault Symbol
Renault Symbol – samochód osobowy klasy aut miejskich produkowany pod francuską marką Renault w latach 1999–2021.

## Pierwsza generacja

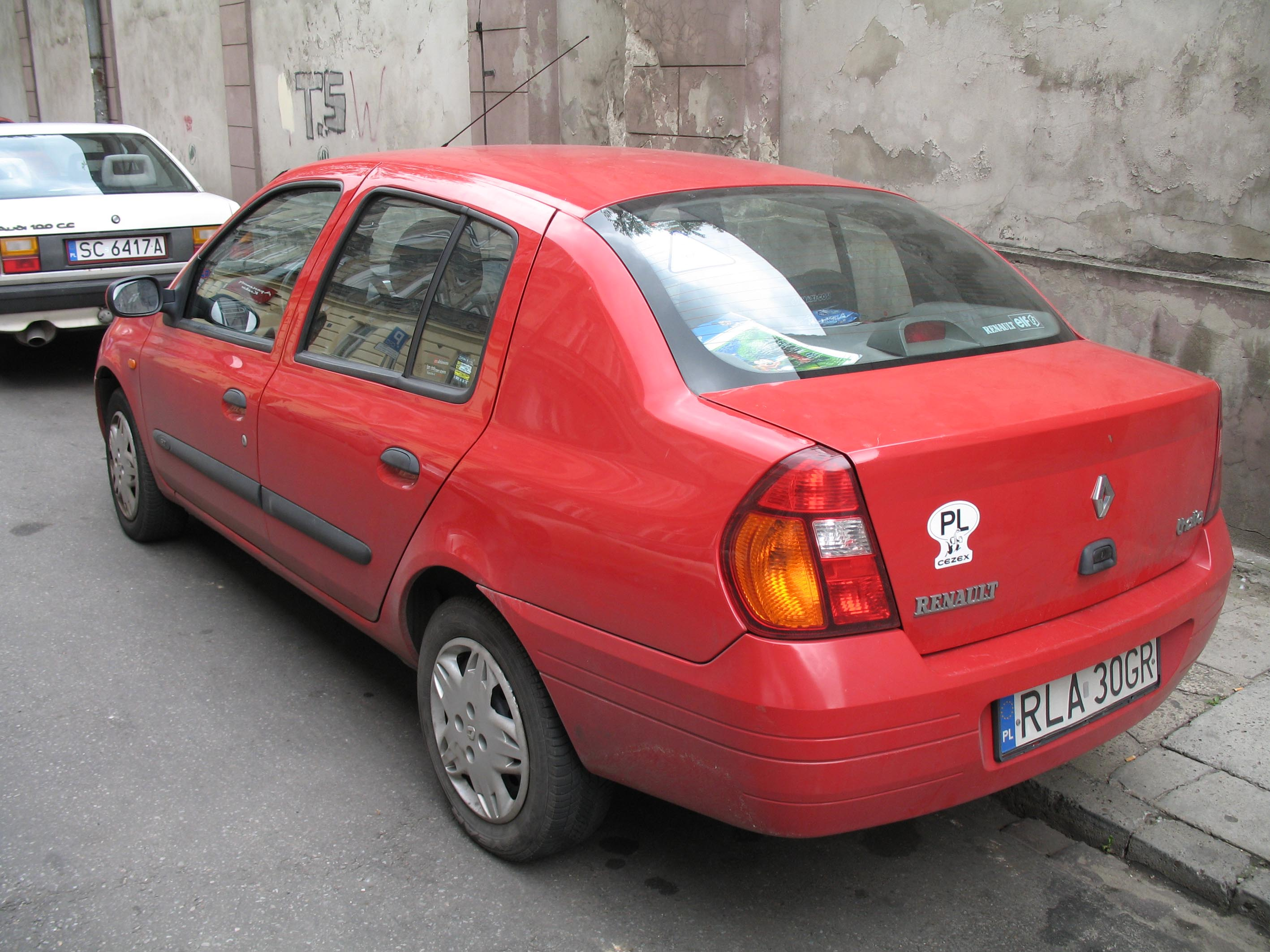
Renault Thalia I – tył

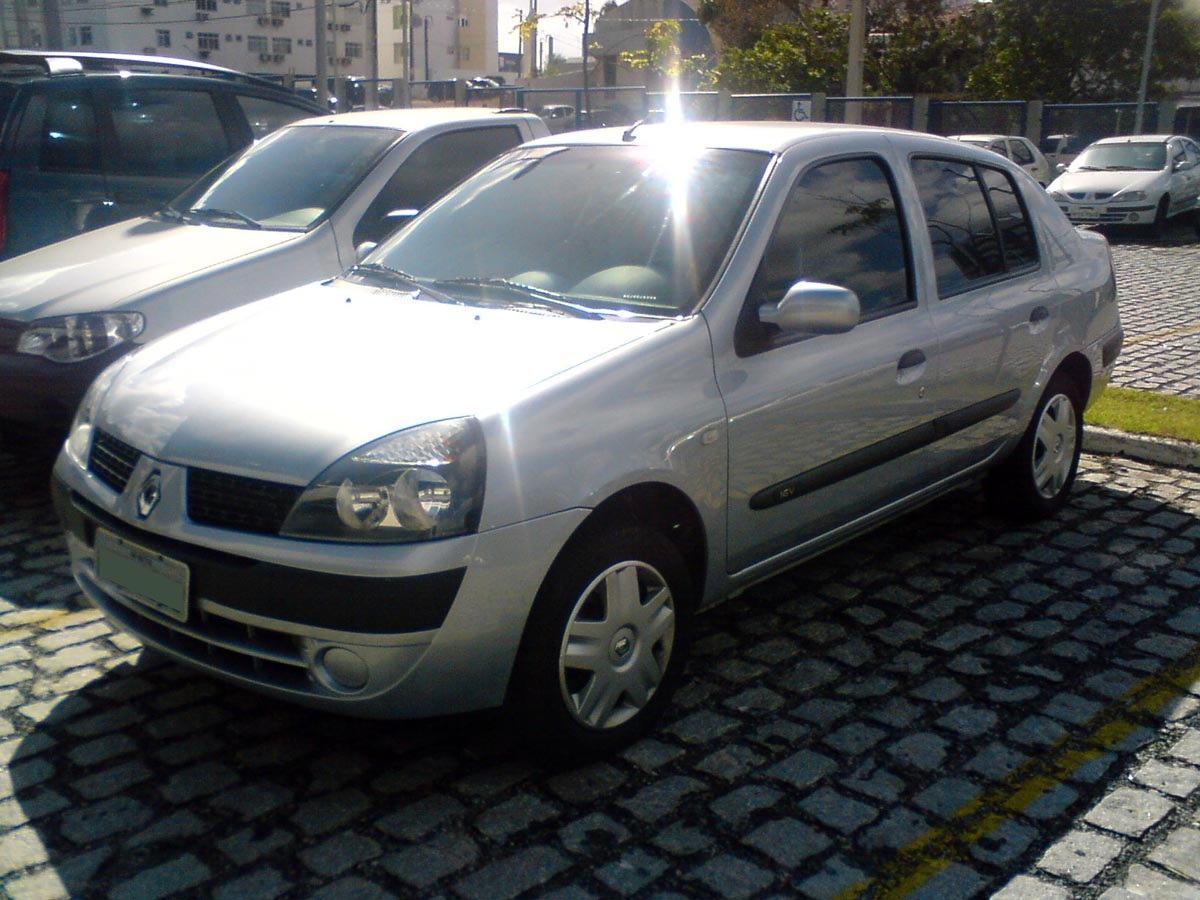
Renault Symbol I po liftingu

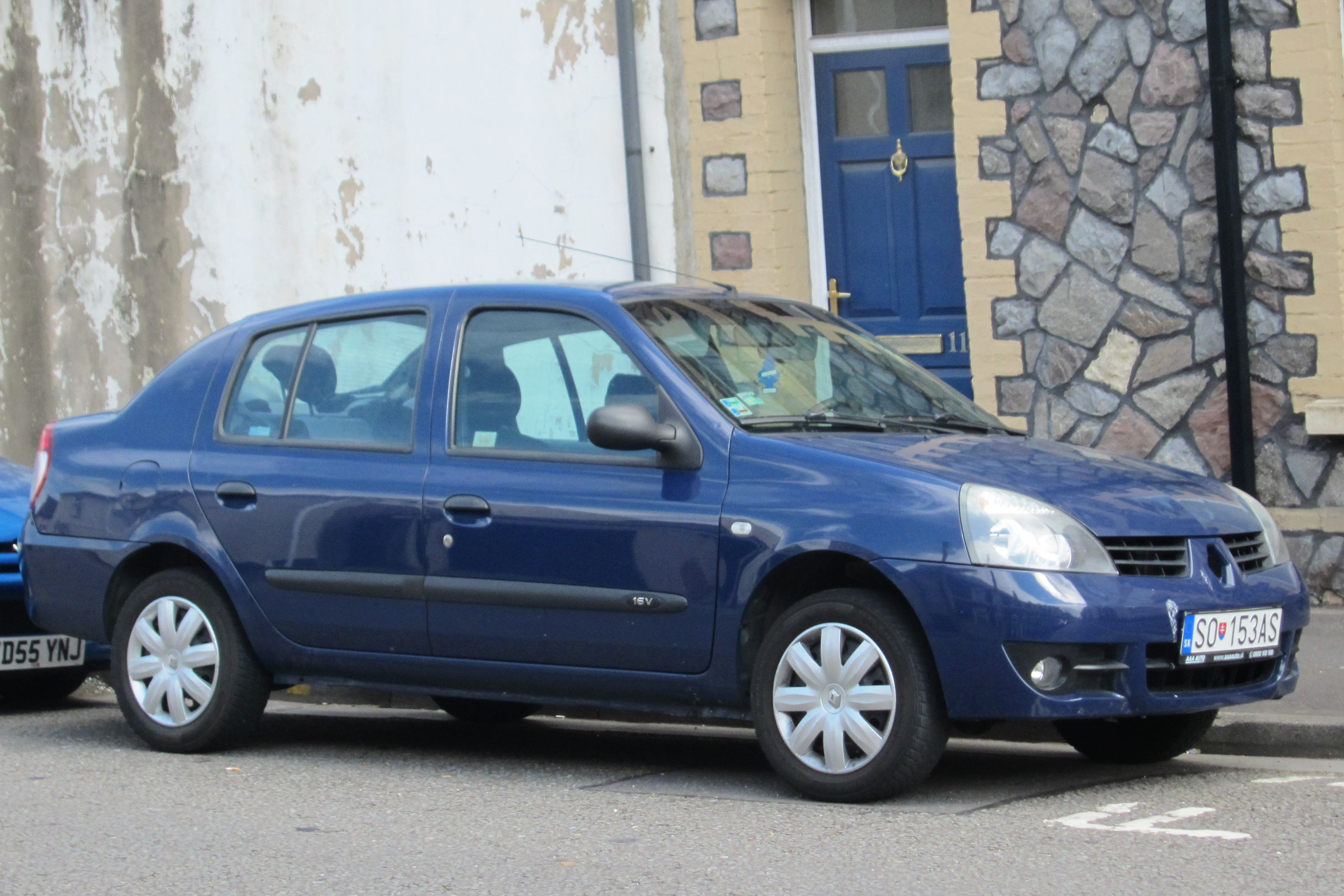
Renault Symbol I po drugim liftingu

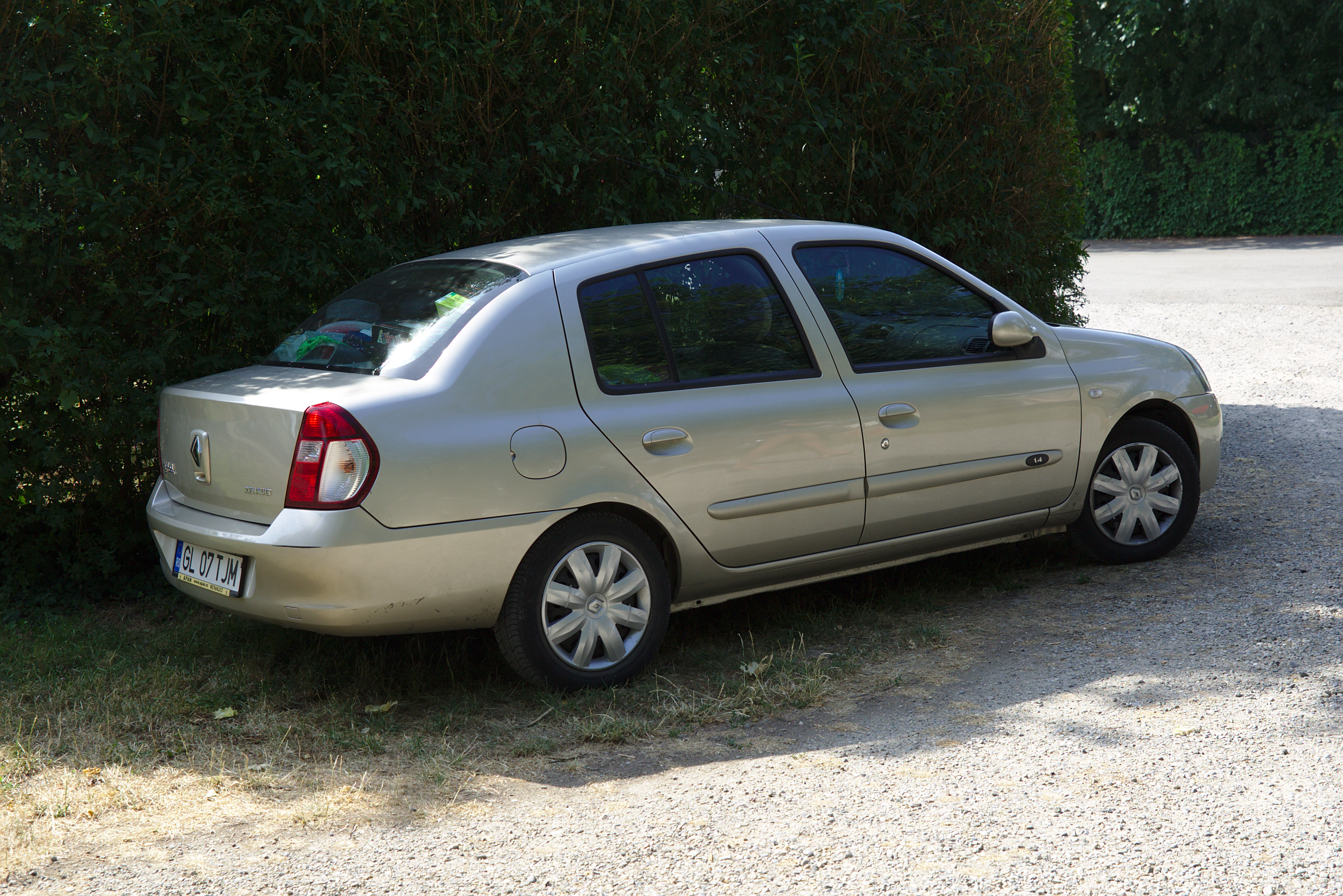
Renault Symbol I – tył po drugim liftingu

Renault Symbol I został zaprezentowany po raz pierwszy w 1999 roku.
Symbol to de facto wersja sedan modelu Clio II generacji. W Europie pojazd oferowany był jako Renault Thalia, w Ameryce Południowej jako Renault Clio Sedan lub Symbol, a w Turcji, Rumunii i Bułgarii Clio Symbol. W Meksyku z kolei pojazd oferowany był pod inną marką – Nissan Platina.
Pojazd przeszedł cztery liftingi, które miały miejsce wraz z liftingami modelu Clio II. W 2001 roku zmodernizowano m.in. pas przedni pojazdu oraz wnętrze. Kolejne liftingi miały miejsce w 2003, 2005 i 2008 roku.

### Silniki
- 1.2 16V (75 KM) – 1149 cm³
- 1.4 8V i 16V (odpowiednio 75 i 98 KM) – 1390 cm³
- 1.6 16V (110 KM) – 1598 cm³
- 1.5 dCi (odpowiednio 65 i 82 KM) – 1461 cm³

### Wersje wyposażeniowe
- Phase I
- RN
- RT
- Phase II i III
- Access
- Authentique
- Expression
- Dynamique
- Alize

Standardowe wyposażenie pojazdu obejmuje m.in. poduszki powietrzne kierowcy i pasażera oraz regulację wysokości siedzenia kierowcy. Pojazd opcjonalnie wyposażyć można m.in. w hydrauliczne wspomaganie kierownicy, klimatyzacje, elektryczne sterowanie szyb przednich i tylnych, podgrzewanie oraz elektryczne sterowanie lusterek, światła przeciwmgłowe, zamek centralny, alarm, system ABS.

## Druga generacja

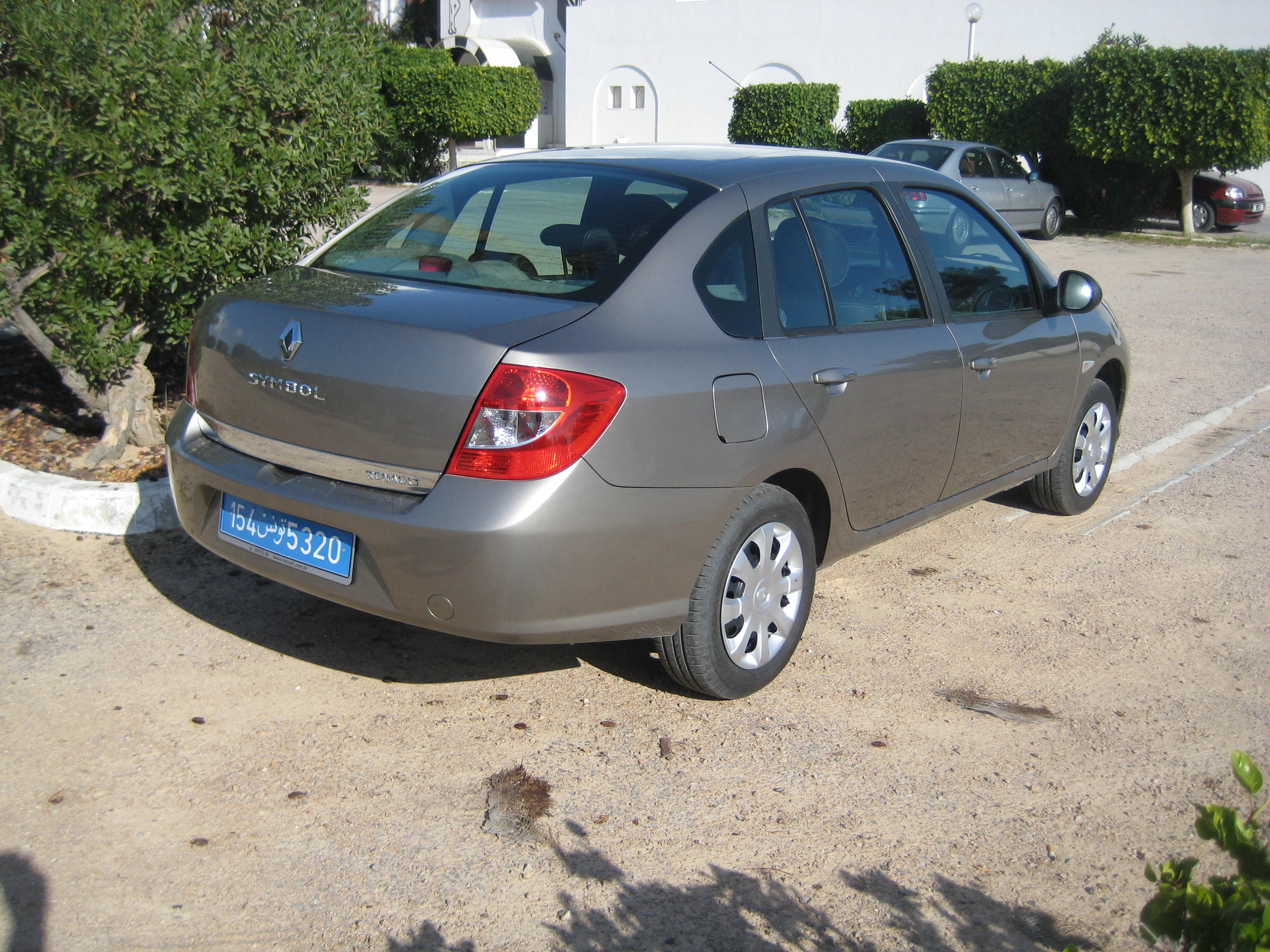
Renault Symbol II - tył

Renault Symbol II został zaprezentowany po raz pierwszy w 2008 roku.
Pojazd zbudowany został na bazie płyty podłogowej modelu Clio II i jest de facto głęboko zmodernizowanym poprzednikiem. Auto zaprezentowane zostało po raz pierwszy podczas targów motoryzacyjnych w Moskwie w 2008 roku. Samochód ponownie oferowany był w Europie pod nazwą Renault Thalia. Po zakończeniu produkcji w 2013 roku nazwa ta zniknęła ta jednocześnie z europejskiej gamy Renault, a producent wycofał się z oferowania miejskiego sedana na tym rynku. Kolejne wcielenie to model już tylko na rynki rozwijające się.

### Wersje wyposażeniowe
- Authentique
- Alize
- All Inclusive
- All Inclusive Collection

Standardowe wyposażenie pojazdu obejmuje m.in. system ABS oraz system ISOFIX. W zależności od wersji wyposażeniowej pojazdu, doposażyć go można m.in. w elektryczne wspomaganie kierownicy, elektryczne sterowanie szyb, podgrzewanie oraz elektryczne sterowanie lusterek, światła przeciwmgłowe, skórzaną kierownicę, klimatyzację automatyczną, radio z CD i MP3 oraz komputer pokładowy.

## Trzecia generacja

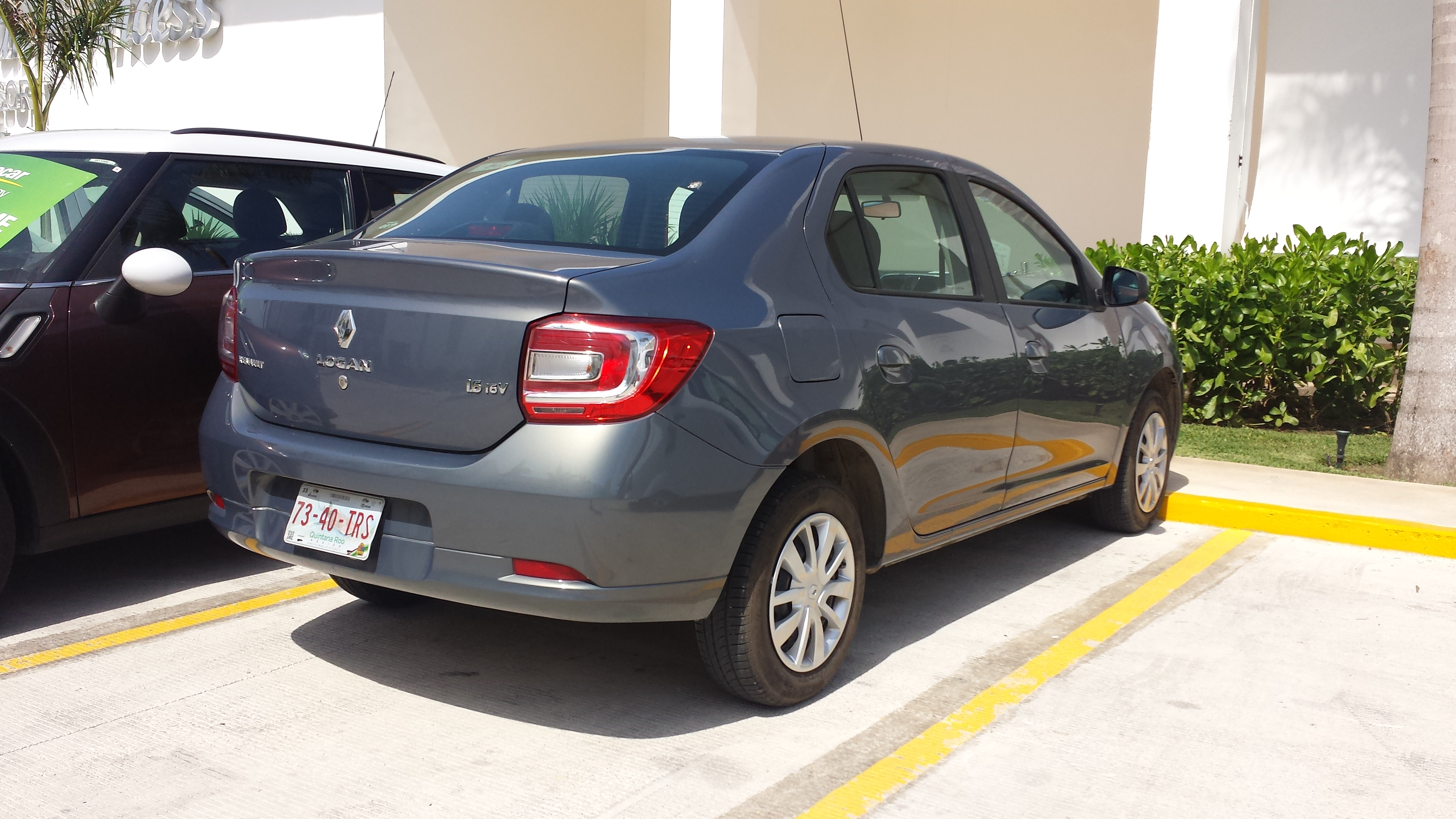
Renault Symbol III - tył

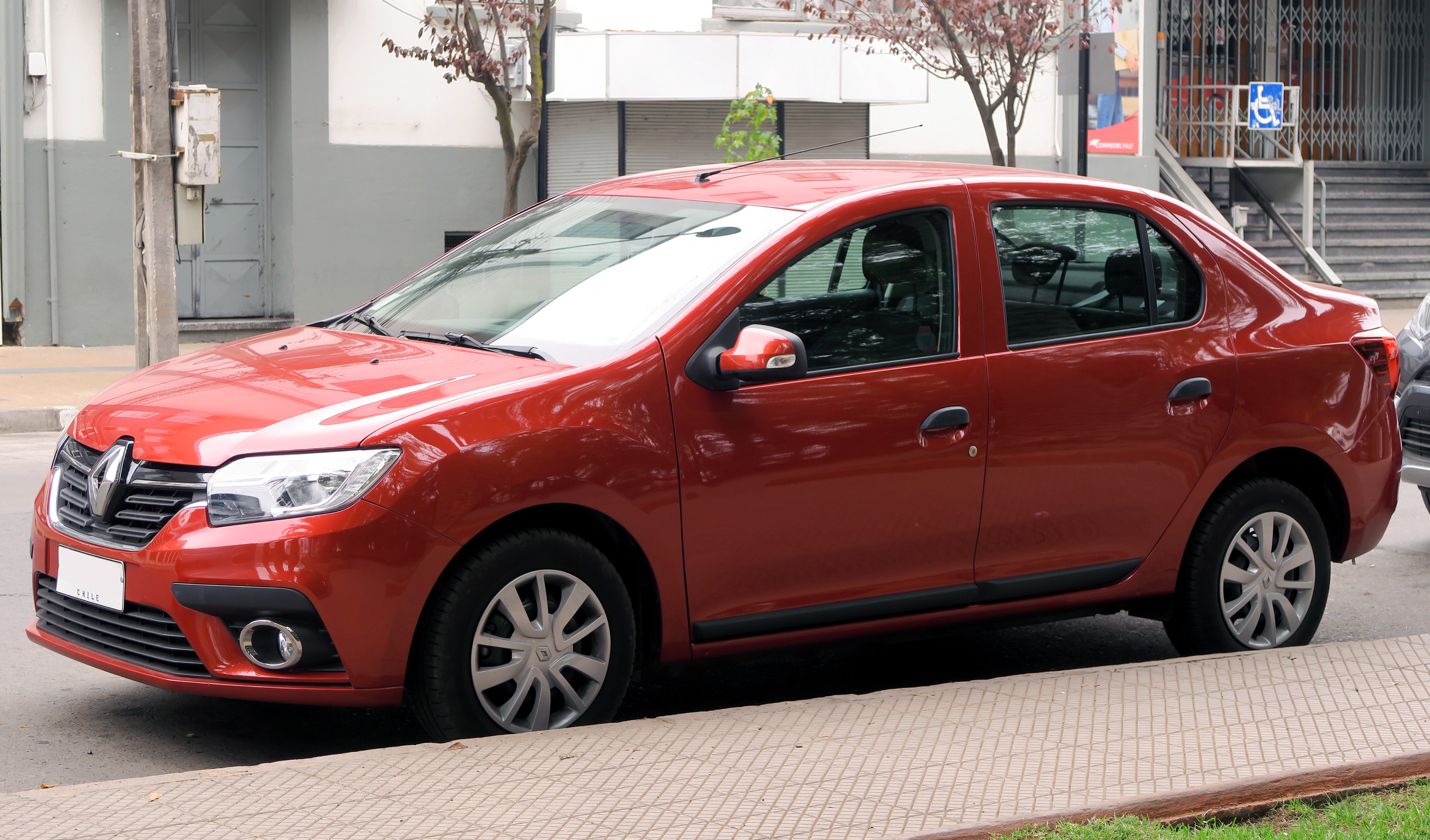
Renault Symbol III po liftingu

Renault Symbol III został zaprezentowany po raz pierwszy w 2012 roku.
Trzecie wcielenie miejskiego sedana Renault przeszło gruntowną metamorfozę - jest nie tylko większe, ale ma inne proporcje nadwozia. Wynika to pośrednio z porządków w gamie francuskiej marki, w ramach których następca modelu Renault Logan na rynki m.in. Brazylii i Rosji oraz Symbol II na rynek m.in. Turcji stał się jednym modelem - bliźniacza konstrukcja względem europejskiej Dacii Logan drugiej generacji. 
Dla podkreślenia odrębnego charakteru względem Dacii, Symbol trzeciej generacji zyskał zupełnie inaczej stylizowany przedni zderzak z charakterystycznym, dużym grillem z wyeksponowanym logo Renault. Zmieniono też koło kierownicy, a także kształt nawiewów na konsoli centralnej. Jako Symbol III, samochód jest oferowany m.in. w Turcji, Chile oraz Algierii.
W marcu 2017 roku Renault przedstawiło Symbola po modernizacji, która w jeszcze większym stopniu odróżniła ten model od europejskiej Dacii Logan. Samochód zyskał zupełnie inaczej wyglądający tył, gdzie pojawiły się przemodelowane lampy z nowymi wkładami, a miejsce pod tablicę rejestracyjną przeniesiono na klapę bagażnika. Z przodu pojawił się ponadto nowy zderzak i przemodelowana atrapa chłodnicy. 